# Amauris sudanica
Amauris sudanica är en fjärilsart som beskrevs av Talbot 1940. Amauris sudanica ingår i släktet Amauris och familjen praktfjärilar. Inga underarter finns listade i Catalogue of Life.